# NGC 2045
NGC 2045 ist ein Stern im Sternbild Taurus. Das Objekt wurde am 23. Januar 1832 von John Herschel entdeckt und fälschlicherweise in den NGC-Katalog aufgenommen.